# 네페르카우레 2세

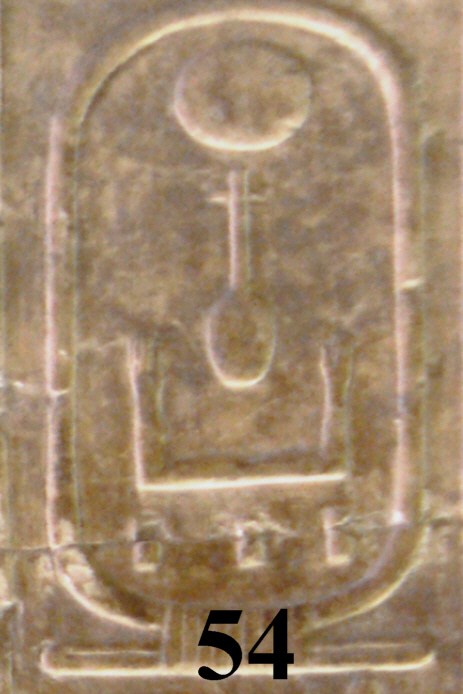

네페르카우레 2세는 이집트 제1중간기의 파라오이다.
그의 이름은 아비도스 왕 목록과 토리노 파피루스에 나온다. 토리노 파피루스에 따르면 그는 4년 2달을 다스렸다.
| 전임 카카레 이비 ? | 이집트 제8왕조의 파라오 ? 4년 2달 ? | 후임 네페르카우호르 ? |